# فيسك براون
فيسك براون (بالإنجليزية: Fiske Brown)‏ هو لاعب كرة قدم أمريكية أمريكي، ولد في 13 يونيو 1901 في بليموث في الولايات المتحدة، وتوفي في 30 مايو 1978.